# ハイメと臓器姫
『ハイメと臓器姫』（ハイメとぞうきひめ）は、原作：千賀史貴、作画：鉄田猿児による日本の漫画。

## あらすじ
西暦20xx年、地球は「蟲」と呼ばれる脅威に襲われ、人類は戦争の末、勝利した。しかし、蟲の死骸から発生したウィルスは人類に感染し、男性は太陽の下で生きることができなくなった。そんな世界の片隅で、BBと呼ばれる女剣士と、ハイメと呼ばれる少年が旅をしていた。

## 世界観・用語解説
糞蝮学園（くそまむしがくえん）
地上を支配する臓器売買組織。メンバーは全員女性。
屍肉（しにく）
人間の死体をつなぎ合わせた生物。いわゆるゾンビ。

## 登場人物
BB
本作の主人公。循環器官の臓器姫。
ハイメ
金色の花を探す少年。
NN 「ナーヴ・ネットワーカー」
神経器官の臓器姫。最初にBBが対峙する相手

## 書誌情報
- 原作：千賀史貴、作画：鉄田猿児 『ハイメと臓器姫』 小学館〈裏少年サンデーコミックス〉、全4巻（３巻以後は電子書籍のみ）
  1. 2018年12月19日発売[1]、ISBN 978-4-09-128746-5
  2. 2019年3月19日発売[2]、ISBN 978-4-09-128897-4
  3. 2019年7月12日発売[3]、（電子書籍のみ）
  4. 2019年11月19日発売[4]、（電子書籍のみ）